# Stade Général Lansana Conté
Das Stade Général Lansana Conté ist ein Fußballstadion mit Leichtathletikanlage in der guineischen Hauptstadt Conakry. 
Es ist die Heimspielstätte der guineischen Fußballnationalmannschaft. Es ist nach (General) Lansana Conté benannt und bietet 50.019 Zuschauern Platz. 
Das Stade Général Lansana Conté wurde ab 2007 für 85,99 Millionen US-Dollar errichtet und 2011 eröffnet. Es wurde von der chinesischen Central-South Architectural Design Institute Co. entworfen und von der Shanghai Construction Group General Co. erbaut. Ausbauarbeiten fanden 2014 und 2015 statt. Erst Ende 2020 bekam die Sportstätte die Lizenz der Confédération Africaine de Football (CAF).